# Ferrari America

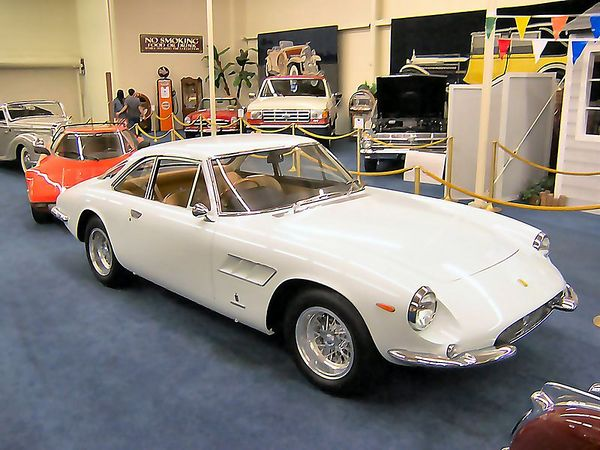
Ferrari 500 Superfast

Ferrari America – seria sportowych samochodów GT produkowana przez włoskie przedsiębiorstwo Ferrari w latach 50. i 60. XX wieku.
Do rodziny tych samochodów należą modele:
- Ferrari 330 America
- Ferrari 340 America
- Ferrari 342 America
- Ferrari 365 California
- Ferrari 375 America/Ferrari 375 MM
- Ferrari 400 Superamerica
- Ferrari 410 Superamerica
- Ferrari 500 Superfast

## Ferrari America w fikcji i sztuce
Silnik oraz podwozie Ferrari 410 Superamerica posiadał Sam - samochód samoróbka, występujący w serii powieści Zbigniewa Nienackiego o Panu Samochodziku.